# Oblast Rasgrad
| Basisdaten          | Basisdaten                  |
| ------------------- | --------------------------- |
| Region:             | Nordostbulgarien            |
| Verwaltungssitz:    | Rasgrad                     |
| Fläche:             | 2.637 km²                   |
| Einwohner:          | 101.107 (31. Dezember 2022) |
| Bevölkerungsdichte: | 38,3 Einwohner je km²       |
| NUTS:BG-Code:       | BG324                       |
| Karte               |                             |
| Karte               |                             |

Die Oblast Rasgrad (bulgarisch Област Разград, türkisch Razgrad ili) ist ein Verwaltungsbezirk im Nordosten Bulgariens.

## Verwaltungsgliederung
Die Oblast Rasgrad gliedert sich in sieben Gemeinden (община), die wiederum aus sechs Städten und 96 Dörfern bestehen.

## Bevölkerung
In der Oblast Rasgrad leben 101.107 Einwohner (Stand: 31. Dezember 2022). Davon deklarierten sich 50 % als Türken, 43,0 % als Bulgaren und 5 % als Roma. Die Oblast Rasgrad ist eine der stärker islamisch geprägten Regionen Bulgariens; dem religiösen Bekenntnis zufolge sind 50,6 % Muslime und 39,5 % orthodoxe Christen.

## Städte
| Stadt       | Bulgarischer Name | Einwohner (31. Dezember 2022) |
| ----------- | ----------------- | ----------------------------- |
| Rasgrad     | Разград           | 28.509                        |
| Isperich    | Исперих           | 7.274                         |
| Kubrat      | Кубрат            | 5.687                         |
| Zar Kalojan | Цар Калоян        | 2.735                         |
| Sawet       | Завет             | 2.311                         |
| Losniza     | Лозница           | 1.818                         |